# CityJet
CityJet – irlandzkie linie lotnicze z siedzibą w Dublinie, należące do roku 2016 do Air France-KLM. W marcu 2016 linia została wykupiona przez biznesmena Pata Byrne’a. Bazą linii jest Port lotniczy Dublin, natomiast głównymi portami lotniczymi są: Manchester, Londyn-City, Newcastle oraz Amsterdam.

## Historia
Linia została założona 28 września 1992 roku, a inauguracyjny lot odbył się 12 stycznia 1994. Na początku firma działała na trasie Dublin — Londyn na podstawie umowy franczyzowej pod marką Virgin Atlantic Airways. Od 4 lipca 1997 zaczęła działać pod własną marką. W tym samym czasie Cityjet nawiązał współpracę z Air France i otworzył połączenie Londyn — Paryż. W lutym 2000 Air France przejęła kontrolę nad firmą. Cityjet zatrudnia obecnie ok. 700 osób i obsługuje osiem miast: Birmingham, Dublin, Edynburg, Florencję, Göteborg, Londyn, Paryż i Zurych.

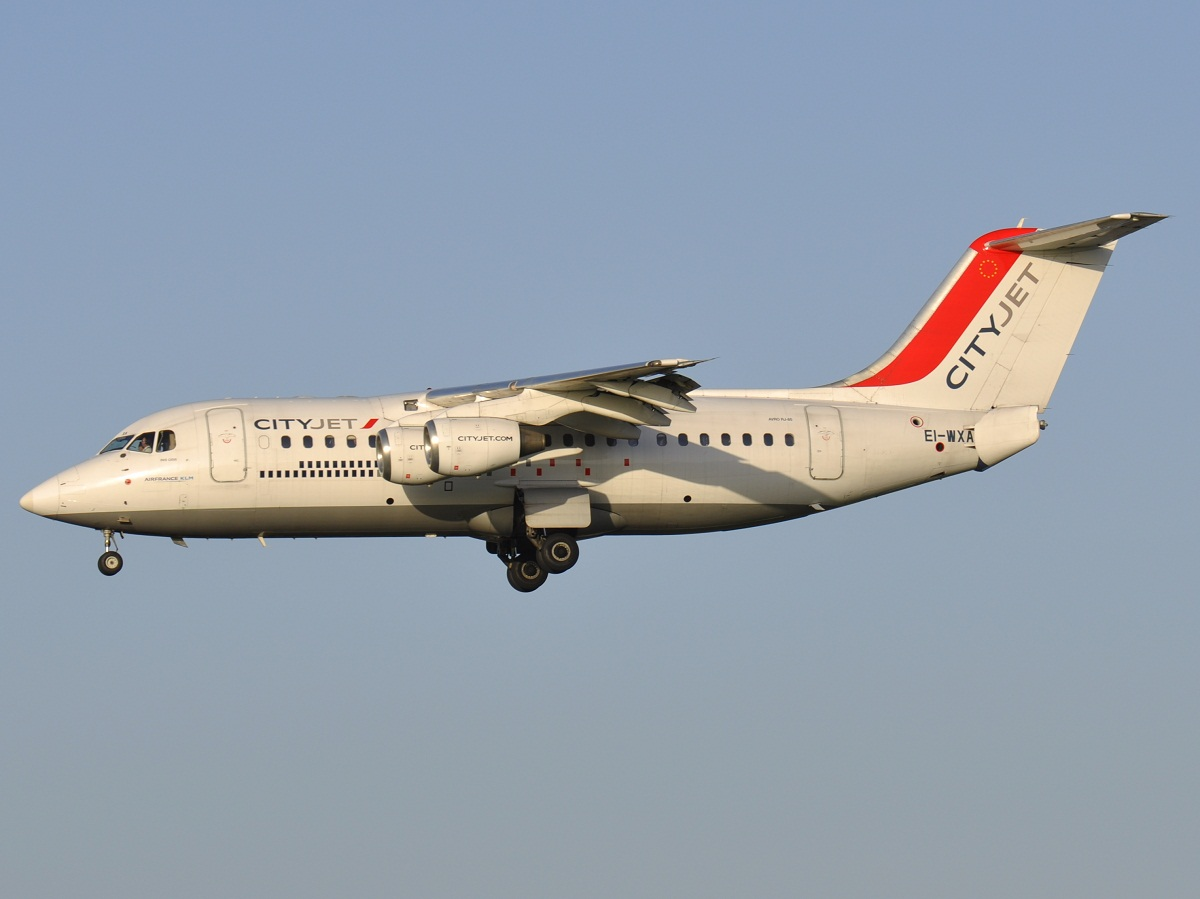
Samolot CityJet lądujący na lotnisku w Dublinie

Obecnie linia operuje na 6 trasach oraz 12 na zasadzie code-share z Air France, Scandinavian Airlines System oraz Brussels Airlines.

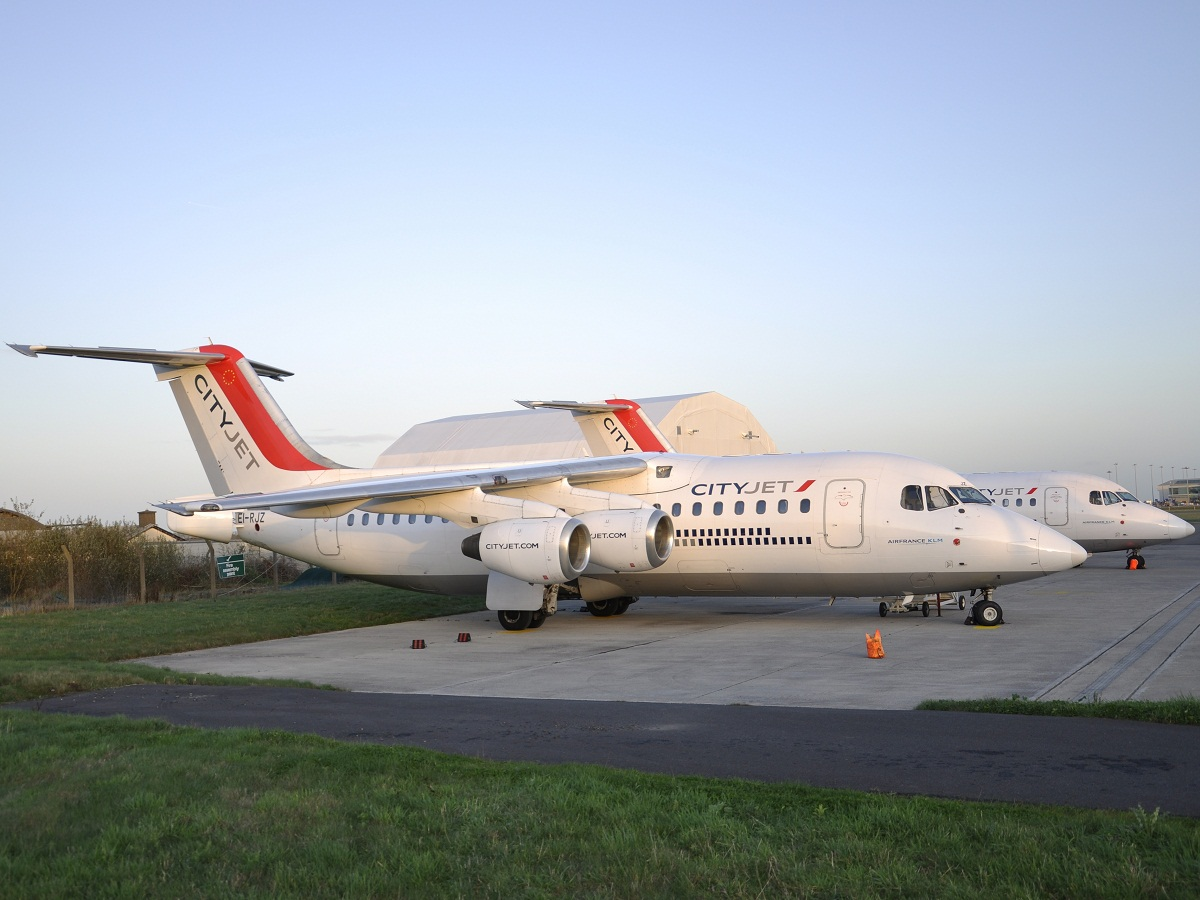
Samoloty CityJet na lotnisku w Dublinie

## Flota
Flota CityJet w lipcu 2018 składała się z 41 samolotów:
- 23 Bombardier CRJ-900 w konfiguracji 90-miejscowej,
- 11 BAe 146 w konfiguracji 95-miejscowej,
- 7 Sukhoi Superjet 100 w konfiguracji 98-miejscowej.

CityJet jest największym przewoźnikiem w Europie Zachodniej operujących na samolotach konstrukcji rosyjskiej Sukhoi Superjet 100.
W przeszłości linia operowała także na maszynach ATR42, BAe-ATP, Dornier-Do328, Fokker F50 oraz Saab 2000.
W lipcu 2018 średni wiek floty wynosił 6,4 lat.